# Françoise Héritier
Françoise Héritier (ur. 15 listopada 1933 w Veauche, zm. 15 listopada 2017 w Paryżu) – francuska antropolożka.
Zastąpiła Claude’a Lévi-Straussa na stanowisku profesora antropologii w Collège de France, zatytułowanym „studia porównawcze nad społeczeństwami afrykańskimi”; widział on w niej kontynuatorkę swego dzieła. Po jej przejściu na emeryturę w 2000 roku, katedrę objął Philippe Descola. Jej prace koncentrują się między innymi nad aspektami antropologicznymi różnic między kobietami a mężczyznami.

## Publikacje
- Françoise Izard-Héritier i Michel Izard, Aspects humains de l’aménagement hydro-agricole de la vallée du Sourou, Antony, Les auteurs, 1958.
- Françoise Izard-Héritier i Michel Izard, Bouna, monographie d’un village pana de la vallée du Sourou, Haute-Volta, Antony, Les auteurs, 1958.
- Françoise Izard-Héritier i Michel Izard, Les Mossi du Yatenga. Étude de la vie économique et sociale, Antony, Les auteurs, 1959.
- Françoise Héritier, L’Exercice de la parenté, Paris, Gallimard, 1981.
- Françoise Héritier-Augé, Leçon inaugurale, faite le 25 février 1983, Collège de France, chaire d’étude comparée des sociétés africaines, Paris, Collège de France, 1984.
- Françoise Héritier-Augé i Élisabeth Copet-Rougier (redakcja), Les Complexités de l’alliance, Vol. I, Les Systèmes semi-complexes, Montreux, Gordon and Breach Science Publishers ; Paris, Éditions des Archives contemporaines, 1990.
- Le Corps en morceaux, Moitiés d’hommes, pieds déchaussés et sauteurs à cloche-pied, Terrain, nr 18, mars 1992 terrain.revues.org
- Françoise Héritier-Augé i Élisabeth Copet-Rougier (redakcja), Les Complexités de l’alliance, Vol. III, Économie, politique et fondements symboliques, Afrique, Paris et Bruxelles, Éditions des Archives contemporaines ; Yverdon, Gordon and Beach science publications, 1993.
- Françoise Héritier-Augé i Élisabeth Copet-Rougier (redakcja), Les Complexités de l’alliance, Vol. IV, Économie, politique et fondements symboliques, Paris et Bruxelles, Éditions des Archives contemporaines ; Yverdon, Suisse, Gordon and Beach science publications, 1994.
- Françoise Héritier, Boris Cyrulnik i Aldo Naouri wraz z Dominique Vrignaud i Margarita Xanthakou, De l’inceste, Paris, Éditions Odile Jacob, 1994.
- Françoise Héritier, Les Deux sœurs et leur mère: anthropologie de l’inceste, Paris, Éditions Odile Jacob, 1994 ; rééd. 1997. ISBN 2-7381-0523-8.
- Françoise Héritier, De la violence I, seminarium, wraz z: Étienne Balibar, Daniel Defert, Baber Johansen, et al., Paris, Éditions Odile Jacob, 1996. ISBN 2-7381-0408-8.
- Françoise Héritier, Masculin-Féminin I. La Pensée de la différence, Paris, Éditions Odile Jacob, 1996 ; wyd. drugie: 2002.
- Étienne-Émile Baulieu, Françoise Héritier, Henri Leridon (dir.), Contraception, contrainte ou liberté?, Actes du colloque organisé au Collège de France, 9 et 10 octobre 1998, Paris, Éditions Odile Jacob, 1999. ISBN 2-7381-0722-2.
- Françoise Héritier, De la violence II, seminarium, wraz z: Jackie Assayag, Henri Atlan, Florence Burgat, et al., Paris, Éditions Odile Jacob, 1999. ISBN 2-7381-1625-6.
- Françoise Héritier, Masculin-Féminin II. Dissoudre la hiérarchie, Paris, Éditions Odile Jacob, 2002. ISBN 2-7381-1090-8.
- Françoise Héritier i Margarita Xanthakou (red.), Corps et affects, Paris, Éditions Odile Jacob, 2004. ISBN 2-7381-1522-5.
- Françoise Héritier, Masculin-Féminin, 2 vol., Paris, Éditions Odile Jacob, 2007. Réédition de volumes parus séparément, comprend: I, La pensée de la différence ; II, Dissoudre la hiérarchie. ISBN 978-2-7381-2040-3 (vol. 1) ; ISBN 978-2-7381-2041-0 (vol. 2)
- Françoise Héritier, L’Identique et le différent: entretiens avec Caroline Broué, La Tour-d’Aigues, Éditions de l’Aube, 2008. ISBN 978-2-7526-0424-8.
- Françoise Héritier, Retour aux sources, Paris, Éditions Galilée, 2010. ISBN 978-2-7186-0833-4.
- Françoise Héritier, Hommes, femmes: la construction de la différence, Paris, Édition Le Pommier, 2010. ISBN 978-2-7465-0508-7.
- Françoise Héritier, Michelle Perrot, Sylviane Agacinski, Nicole Bacharan, La Plus Belle Histoire des femmes, Paris, Éditions du Seuil, 2011, ISBN 978-2-02-049528-8.
- Françoise Héritier, Le Sel de la vie, Paris, Édition Odile Jacob, Paris, 2012. ISBN 978-2738127549.
- Françoise Héritier, Le Goût des mots, Paris, Odile Jacob, 2013. ISBN 978-2738130013.
- Françoise Héritier, Au gré des jours, Paris, Odile Jacob, 2017. ISBN 978-2738139566.